# 艾伯特維爾 (明尼蘇達州)
艾伯特維爾（英語：Albertville）是一個位於美國明尼蘇達州賴特縣的城市。

## 人口
根據2020年美國人口普查的數據，艾伯特維爾的面積為12.17平方千米，當中陸地面積為11.45平方千米，而水域面積為0.72平方千米。當地共有人口7896人，而人口密度為每平方千米649人。